# Montechiaro d'Acqui
Montechiaro d'Acqui est une commune italienne de la province d'Alexandrie, dans la région du Piémont.

## Géographie
La commune est divisée en deux zones: le hameau de la Piana au fond de la vallée, traversé par la route nationale 30 de Val Bormida Alessandria - Savona (s’agit de la zone la plus peuplée, avec des magasins et des activités productives) et le village médiéval de Montechiaro Alto, siège de la municipalité, perché sur une colline où se trouvait un vieux château détruit au XVIIe siècle par les Espagnols. L’ancien village est toujours très intéressant avec ses rues pavées, ses anciens bâtiments, ses escaliers de grès et ses belles vues sur les vallées du Erro et de la Bormida di Spigno.

## Histoire
Les premiers éléments d'habitants se trouvent dans les environs de la Pieve del Cauro (VIIe siècle), une ancienne église paroissiale - aujourd'hui en ruines juste en sortant du hameau Piana vers Savone - créée par le monastère de Saint Quintino de Spigno Monferrato. Cette église de campagne a été construite probablement sur un ancien statio romain placé sur la Via Aemilia Scauri.
Pendant le XIe – XIIIe siècle, en raison de la croissance des échanges commerciaux sur les routes entre la vallée du Pô et la mer Ligure et pour plus facilement défendre la zone, le village médiéval de Montechiaro Alto (Mons Cauri) a été érigé. Dans cette période, le marquis Delfino del Bosco a cédé l'autorité sur Montechiaro à la ville d'Alexandrie. Néanmoins, en 1284 les habitants ont négocié un traité avec le marquis Del Carretto.
Tombé ensuite sous le gouverne du duché de Milan, après la mort de Filippo Maria Visconti (1447) Montechiaro a été occupé directement par les armées de Francesco Sforza. Depuis 1454 le pays a été cédé aux familles nobles de Del Carretto de Bossolasco, puis aux Scarampi de Cairo Montenotte. Des changements féodales ont mené ensuite au gouverne du marquis de Canelli et au domine des Scarampi-Crivello, des Cavoretti de Belvédère et des Gianazzo de Pamparato, qui ont maintenu le contrôle aussi après le serment d'allégeance à la maison de Savoie (1736). Depuis le XVIIIe siècle Montechiaro a entré à faire partie du royaume de Sardaigne, du royaume d'Italie et, enfin, de la République italienne.
Situé sur la ligne commerciale entre la vallée du Pô et le port de Savone, le village a subi le passage des armées engagées dans la guerre de Trente Ans (bataille de Mombaldone entre la France-Savoie et de l'Espagne, 1637) et la première campagne d'Italie (1796) de Napoléon Bonaparte. Pendant la Seconde Guerre mondiale le territoire communal était une zone d'activités militaires contre les troupes allemandes et de la République sociale italienne par le mouvement italien de résistance.

## Économie
La commune est traditionnellement destinée à la production agricole de blé et de vin, de produits gastronomiques et à l’élevage des ovins et bovins.
Le village de Montechiaro Alto a joui d’une position privilégiée sur les rues commerciaux plus sûres sur les crêtes des collines pendant le Moyen Âge jusqu’au XVIIe siècle.
Seulement au début du XXe siècle, avec l'arrivée du chemin de fer de Alexandrie vers Savone, le centre d'intérêt est devenu la Piana avec son usine de briques.

## Culture locale et patrimoine

### Monuments
Au centre du village médiéval de Montechiaro Alto il y a l'Eglise paroissiale de Saint-Georges, consacrée pendant le XVIe siècle, où sont conservés une chaire en bois sculpté et une statue de la Vierge de l'école du Maragliano (XVIIIe siècle).
L'ancienne Église des Battuti (XVIe siècle) est aujourd’hui  transformée en un petit musée qui recueille des artefacts, des outils et l'équipement de la civilisation rurale locale. En marchant sur les vieux rues pavées est possible observer la vielle taverne du peintre Peluzzi et quelques ses souvenirs. 
Isolé sous le Bricco delle Forche on peut voir le Sanctuaire de Notre-Dame de Carpeneta, édifice religieux du XVIIe siècle érigée sur un pilon du XVIe siècle avec une fresque représentant la Vierge de Miséricorde.
Dans le hameau de Piana, localisé dans la vallée de la Bormida di Spigno, il y a les ruines de l'ancienne Église paroissiale Sainte-Anne en face de la nouvelle Église édifiée au début du XXe siècle et contenant les anciennes es fonts baptismaux d’origine haut-médiévale. Au milieu du hameau se trouve la cheminée, dernier vestige de l'usine de briques et de son four, premier symbole de l'industrialisation de la vallée au début du XXe siècle. 
D'intérêt pour l'architecture de l'art nouveau peuvent être la Villa Veirana et la Villa Anna.

### Personnalités liées à la commune
Montechiaro a été la patrie et le buen ritiro adopté par certains grands peintres du XXe siècle (Eso Peluzzi, Caffassi).

### Héraldique du blason de la commune
| Blason à dessiner | Partie: au premier, d'argent à la tour de gueules fermée, avec mâchicoulis à la gibelins, ruinée à gauche, fondée sur une colline verdoyante; au second, d'or à la branche de vigne verte et fruité; au chef de gueules chargé par une couronne de marquis. |

## Fêtes, foires
Le commerce des anchois salés, une activité historique de la commune, est commémorée dans le Fête annuel de « L’ Anciuada der castlan » le premier dimanche de mai à Montechiaro Alto. Le même jour est aussi célébrée la procession religieuse de la Confrérie de Sainte-Catherine qui garde la relique vénérée des Saintes Épines.
Chaque année, le 12 août, le hameau de Piana est le lieu de la « Fera » (mot de dialecte pour indiquer une foire), l'événement principal pour le commerce du bétail dans la entière province d'Alexandrie. Cet événement reprend une tradition déjà décrit dans les textes du XIXe siècle par Goffredo Casalis. Cet événement se tient même en hiver avec le « Fera du bœuf gras » du 8 décembre, jour de la Fête de l'Immaculée Conception.

## Politique et administration
| Période                                  | Période     | Identité                    | Étiquette                             | Qualité |
| ---------------------------------------- | ----------- | --------------------------- | ------------------------------------- | ------- |
| Les données manquantes sont à compléter. |             |                             |                                       |         |
| 1999                                     | 2004        | Giovanni Pietro Nani        | Lista civica                          |         |
| 2004                                     | 2009        | Angelo Maria Ambrogio Cagno | Lista civica                          |         |
| 2009                                     | 2014        | Giovanni Pietro Nani        | Lista civica "Per Montechiaro"        |         |
| 2014                                     | 2019        | Angelo Maria Ambrogio Cagno | Lista civica "Tradizione Innovazione" |         |
| 2019                                     | En fonction | Matteo Monti                |                                       |         |

## Démographie
L'évolution démographique du pays a été considérablement diminuée au cours du siècle dernier, en particulier avec la concentration de 2/3 des habitants dans le hameau de Piana et le tiers restant divisé entre la champagne et l’ancien village. 
Entre les années 1930 et 1947 la commune a été associée avec le voisin village de Denice dans la commune de Montechiaro – Denice (siège municipale à la Piana).

## Jumelages
Aspremont (Alpes-Maritimes) (France) depuis 2003.

## Hameaux
Montechiaro Piana.

## Communes limitrophes
Cartosio, Castelletto d'Erro, Denice, Malvicino, Mombaldone, Ponti, Spigno Monferrato.